# Preaching to the Perverted
Preaching to the Perverted est un film britannique réalisé par Stuart Urban, sorti en 1997.

## Fiche technique
- Titre : Preaching to the Perverted
- Réalisation : Stuart Urban
- Scénario : Stuart Urban
- Musique : Magnus Fiennes et Maya Fiennes
- Photographie : Sam McCurdy
- Pays d'origine : Royaume-Uni
- Format : Couleurs - 1,85:1 - Dolby Digital - 35 mm
- Genre : Comédie dramatique
- Durée : 100 minutes
- Date de sortie : 1997

## Distribution
- Guinevere Turner : Tanya Cheex
- Christien Anholt : Peter Emery
- Tom Bell : Henry Harding MP
- Julie Graham : Eugenie
- Georgina Hale : Miss Wilderspin
- Julian Wadham : M'Learned Friend
- Ricky Tomlinson (en) : Fibbin' Gibbins
- Roger Lloyd-Pack : Mr. Cutts Watson
- Sue Johnston : Esmeralda
- Keith Allen : Milkman